# Сусам
Сусам или сезам (лат. Sesamum indicum) потиче из тропске Азије и јужне Африке. То је једногодишња биљка и за 3-5 месеци узгоја достигне висину до 2 метра.
Гаји се ради семена највише у Кини, Индији, Судану и у још неким земљама. Семе садржи 45-60% уља који се употребљава за кување, салате и за производњу маргарина. Семе је такође богато протеинима и важи за омиљену намирницу у оријенталним и северноафричким земљама. Употребљава се у пекарству за посипање пецива.

## Производња
Године 2010. укупна светска берба сусама је износила око 3,84 милиона тона. Највећи произвођач у 2010. години је била азијска држава Мјанмар (0,72 милиона тона), која је са Индијом (0,62 милиона тона) и Кином (0,59 милиона тона) чинила 50 процената светске производње сусама.
Поред њих, издвајају се и Етиопија (0,31 милиона тона), Судан (0,25 милиона тона), Уганда (0,17 милиона тона), Нигерија (0,12 милиона тона).